# Fuerzas Armadas de Finlandia
Las Fuerzas de Defensa de Finlandia (en finés: Puolustusvoimat) son las fuerzas armadas de Finlandia. Están formadas por el ejército de tierra, la armada y la fuerza aérea finesa. En tiempos de guerra, la Guardia Fronteriza Finlandesa (que es en sí misma una unidad militar en tiempos de paz) pasa a formar parte de las Fuerzas de Defensa.
En Finlandia está en vigor el servicio militar obligatorio masculino, según el cual todos los hombres sirven durante 165, 255 o 347 días, desde el año en que cumplen 18 años hasta el año en que cumplen 29. El servicio no militar alternativo para hombres y el servicio voluntario para mujeres también están disponibles.
La política oficial de Finlandia establece que una fuerza militar en tiempo de guerra de 280 000 efectivos constituye un elemento disuasorio suficiente. El ejército consiste en un ejército de campaña de gran movilidad respaldado por unidades de defensa locales. El ejército defiende el territorio nacional y su estrategia militar utiliza el terreno densamente boscoso y numerosos lagos para desgastar a un agresor, en lugar de intentar mantener al ejército atacante en la frontera.
El presupuesto de defensa de Finlandia para 2022 equivale aproximadamente a 5800 millones de euros. El servicio voluntario en el extranjero es muy popular y las tropas sirven en todo el mundo en misiones de la ONU, la OTAN y la UE. Con un arsenal de 700 obuses, 700 morteros pesados y 100 lanzacohetes múltiples, Finlandia tiene la mayor capacidad de artillería de Europa occidental. La voluntad de defensa de la patria contra un enemigo superior es del 76%, una de las tasas más altas de Europa.

## Organización

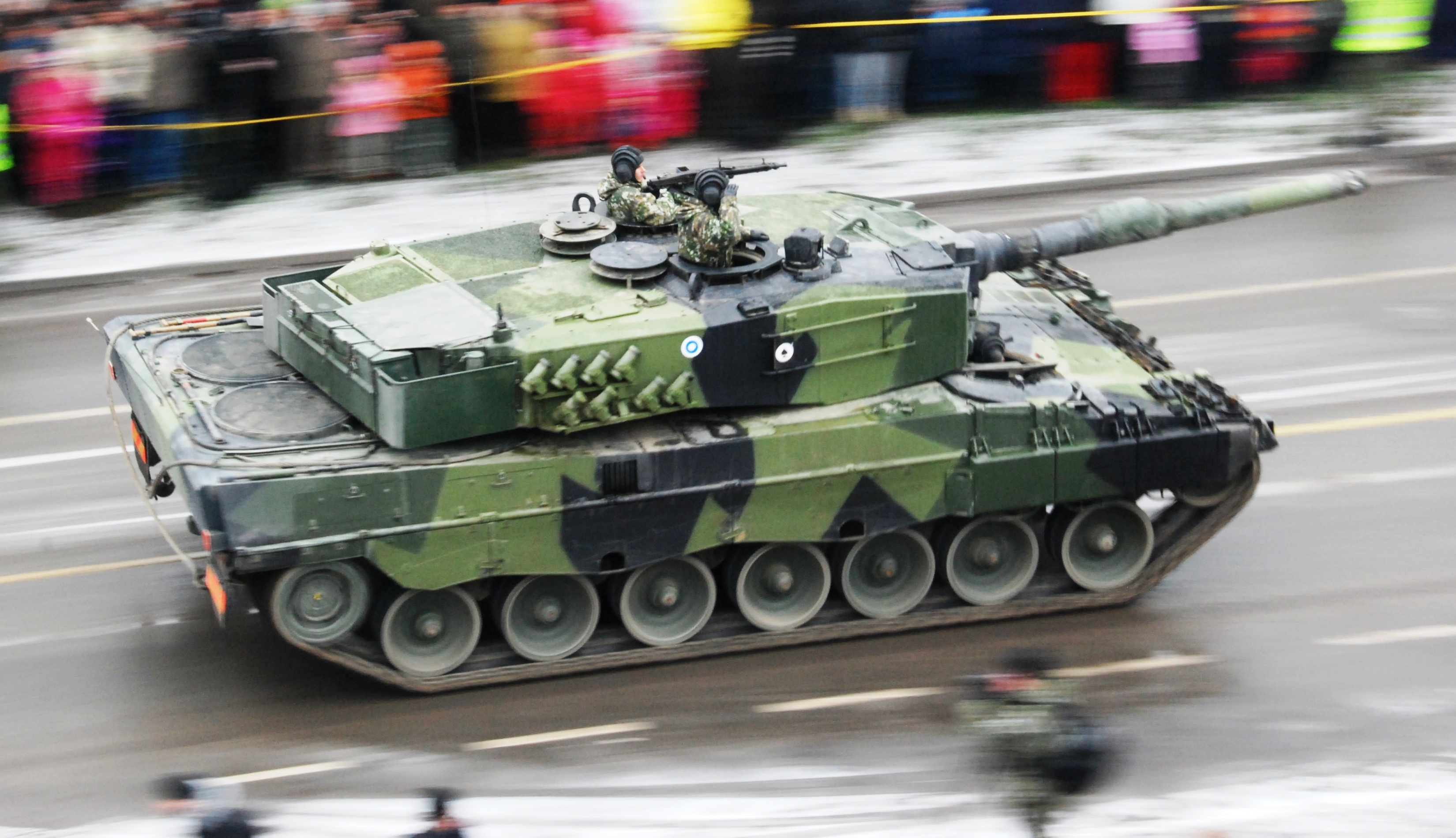
Tanque Leopard 2A4 finlandés durante un desfile en Riihimäki, Finlandia.

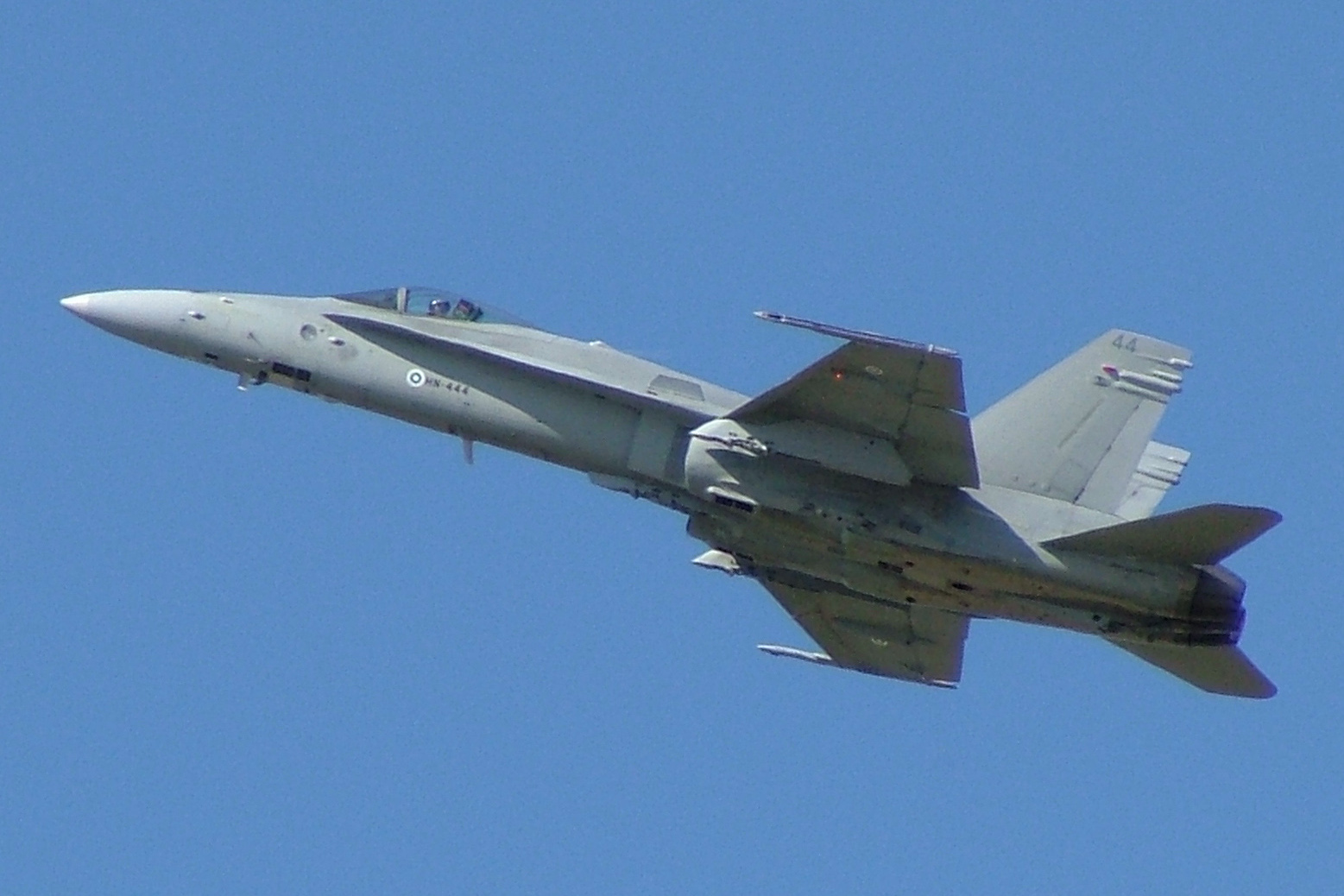
F-18C Hornet de la Fuerza Aérea de Finlandia.

Las Fuerzas de Defensa de Finlandia están bajo el mando del Jefe de Defensa, quien está directamente subordinado al Presidente de la República en asuntos relacionados con el mando militar. Las decisiones relativas a las órdenes militares las toma el presidente de la República en consulta con el primer ministro y el ministro de Defensa.
Además del Comando de Defensa (en finlandés: Pääesikunta), las ramas militares son el ejército finlandés (finlandés: Maavoimat), la Marina finlandesa (finlandés: Merivoimat) y la Fuerza Aérea finlandesa (finlandés: Ilmavoimat). La Guardia de Fronteras (finlandés : Rajavartiolaitos; incluida la guardia costera) está bajo la autoridad del Ministerio del Interior, pero puede incorporarse total o parcialmente a las fuerzas de defensa cuando lo requiera la preparación para la defensa. Todas las tareas logísticas de las Fuerzas de Defensa son realizadas por el Comando de Logística de las Fuerzas de Defensa (en finés: Puolustusvoimien logistiikkalaitos), que tiene tres Regimientos de Logística para cada provincia militar.
El entrenamiento militar de los reservistas es principalmente deber de las Fuerzas de Defensa, pero cuenta con la asistencia de la Asociación de Entrenamiento de Defensa Nacional de Finlandia (finés: Maanpuolustuskoulutusyhdistys). Esta asociación brinda a los reservistas entrenamiento militar a nivel personal, de escuadra, pelotón y compañía. La mayoría de los 2000 instructores de la asociación son voluntarios certificados por las Fuerzas de Defensa, pero cuando se utiliza material de las Fuerzas de Defensa, el entrenamiento siempre se realiza bajo la supervisión de personal militar de carrera. Anualmente, las Fuerzas de Defensa solicitan a la Asociación que realice ejercicios especializados para unos 8500 efectivos colocados en unidades de reserva, y otros 16 500 reservistas participan en cursos militares donde los participantes no son seleccionados directamente por las Fuerzas de Defensa. La legislación relativa a la asociación exigirá que el presidente y la mayoría de los miembros de su junta sean elegidos por el Gobierno de Finlandia. Los demás miembros de la junta son elegidos por ONG activas en la defensa nacional.